# La Paz (Abra)
La Paz ist eine philippinische Stadtgemeinde in der Provinz Abra. Sie hat 15.437 Einwohner (Zensus 2015).

## Baranggays
La Paz ist politisch unterteilt in zwölf Baranggays.
| - Benben - Bulbulala - Buli - Canan | - Liguis - Malabbaga - Mudeng - Pidipid | - Poblacion - San Gregorio - Toon - Udangan |